# (6015) Paularego
(6015) Paularego – planetoida z pasa głównego asteroid okrążająca Słońce w ciągu 3 lat i 296 dni w średniej odległości 2,44 j.a. Została odkryta 7 sierpnia 1991 roku w Obserwatorium Palomar przez Henry'ego Holta. Nazwa planetoidy pochodzi od Pauli Rego (ur. 1935), portugalskiej malarki i ilustratorki mieszkającej w Londynie. Nazwę zaproponował M. Rowan-Robinson. Przed nadaniem nazwy planetoida nosiła oznaczenie tymczasowe (6015) 1991 PR10.